# Bertus van der Merwe
Pour les articles homonymes, voir Van der Merwe.

a Compétitions nationales et continentales officielles uniquement.

b Matchs officiels uniquement.
Albertus Johannes van der Merwe dit Bertus van der Merwe, né le 14 juillet 1929 à Rawsonville et mort le 23 novembre 1971, est un ancien joueur de rugby international sud-africain. Il évolue au poste de talonneur.

## Carrière
Il dispute son premier test match le 20 août 1955 contre les Lions britanniques comme talonneur pour trois rencontres. L'année suivante il est retenu pour deux matchs pour affronter les Wallabies. Les Sud-africains se déplacent en Nouvelle-Zélande, il joue quatre fois contre les All Blacks.
Il fait partie de l'équipe des Springboks de 1958 qui affrontent les Français dans une série historique pour les Bleus. 
Il passe toute sa carrière au sein de la province de Boland, aujourd'hui connue sous le nom de Cavaliers.

## Palmarès
- 12 sélections
- Sélections par saison : 3 en 1955, 6 en 1956, 1 en 1958, 2 en 1960.